# کیلد هیلینگسو
کیلد هیلینگسو (دانمارکی: Kjeld Hillingsø؛ زادهٔ ۲۱ آوریل ۱۹۳۵) فرد نظامی اهل دانمارک است. وی همچنین برندهٔ جوایزی همچون نشان دنبرو و نشان افتخار شایستگی جمهوری فدرال آلمان شده‌است.